# اوسفالدو فرناندو كاباص
أوسفالدو فرناندو كاباص (fernando osvaldo capaz) (ولد سنة 1894 - توفي سنة 1936) عسكري إسباني، عمل نائب الأمور الوطنية في حكومة الاحتلال الإسباني للمغرب.

## بداياته
يلف الغموض الحياة الأولى لهذه الشخصية، إذ لا نجد معلومات عنه إلا بعد أن تولى مهام رسمية حيث جاء إلى شمال المغرب برتبة ضابط، وبسرعة تكيف مع البيئة المغربية فتعلم اللغة العربية الفصحى والعامية واطلع على عادات المغاربة، فكان يخالطهم ويناقشهم ويرتدي ملابسهم، فلقبوه (السي عبد السلام).كما كان يوقع رسائله الموجهة إلى المغاربة باللغة العربية وهذا التكيف السريع جعل البعض يذهب إلى أنه مسلم، وأرجع البعض أصله إلى المغرب فربطه بعائلة (الكباص) خاصة وأنه كان يستشهد بآيات قرآنية وأحاديث نبوية بل ويستعمل الأمثال المغربية وكان يحترم التقاليد المغربية والإسلامية على الأقل ظاهريا.
لقد شغل منصب نائب الأمور الوطنية أربع مرات (الفترة الأولى 19 أبريل 1929إلى 5نونبر 1931 - الفترة الثانية من 13 فبراير إلى 9 أبريل 1934 - الفترة الثالثة من 19 يوليو إلى 14 دجنبر ثم من 15 دجنبر 1934 إلى 7 نونبر 1935) وكثيرا ما تحدى الإقامة العامة كما حدث خلال إضراب العمال يوم 4ماي 1931 فكان يتصل مباشرة بالحكومة الإسبانية.
لقد ترك كاباص عددا من التقارير التي كان يرفعها باستمرار للإقامة العامة والحكومة الإسبانية، ولكنه ترك بالأساس يومياته التي يظهر أنها سجلها كانطباعات ذاتية تخرج عن التكليف الرسمي، لذلك عبر فيها عن وجهات نظره التي كثيرا ما صعب عليه تطبيقها على أرض الواقع. وإن ما يطبع هذه اليوميات هو نظرة كاباص إلى المغاربة. ففيها يظهر وكأنه يحاول فهم عقليتهم لذلك يذكر أن المغربي يحب الحرية ويتميز بالشجاعة إذا تعلق الأمر بالدفاع عن استقلاله، كما أنه محافظ على عاداته وهو أيضا له عيوبه وخصاله، غير أنه يتكيف بسرعة مع الأشياء الغريبة عنه. لذلك ذكر كاباص المسؤولين الإسبان أن عليهم أن يتذكروا مقاومة المغربي لهم بالسلاح. فكان كاباص يدعو إلى استعمال الطرق السلمية لأنها تجنب الإسبان كثيرا من المشاكل والخسائر المادية. وقد أعرب كاباص عن تخوفاته من طبيعة المغاربة، لأنه لمس آثار تغير سريع في تفكيرهم. لقد ذكر أن وسيلة الاستيعاب والتقليد قد جعلت المغاربة يتفاهمون مع المسؤولين الإسبان بشكل تلقائي بينما كان المغاربة يجهلون فكرة الوطن، لذلك قال كاباص: «إن تخوفه يزداد أكثر عندما يفكر في إمكانية انتشار تلك الفكرة (الوطن) بين سكان البادية فيصبحون يفكرون في أنه إذا هزموا في الميدان العسكري فيمكنهم معارضة الإسبان بكيفية جديدة هي المقاومة السياسية».
ورغم أن جماعة من المغاربة كانت إلى هذه الفترة تثير قلق كاباص فإنه اهتم بكل حركاتها وأعمالها، وأبدى تخوفه الكبير من النشاط الذي أبداه عبد الخالق الطريس إثر عودته من القاهرة، ووصف هذا النشاط بأن ليس له مثيل. وتخوف بالدرجة الأولى من الاتصالات التي يمكن أن يقوم بها الطريس أو عناصر أخرى لها نفس التكوين مع مغاربة البادية. واستغرب كاباص من طبيعة المغاربة الذين اعتادوا في نظره الإنصات للشيوخ، فإذا بهم يسمعون كلام أحد الشبان بمن فيهم عبد السلام بنونة. وقد اقترح بعض الطرق لمعالجة الوضع:
1. استقطاب الشاب الطريس لتفادي المواجهة معه.
2. اتباع سياسة التفرقة باستغلال طموحات كل من الطريس وبنونة.

وسواء وقع الاختيار على الاقتراح الأول أو الثاني فإن كاباص كان يرى أن سلوك الإسبان يجب أن يتجه إلى مسايرة التيار الوطني لأن معاكسته ستؤدي مشاكل شبيهة بما حدث في منطقة الاحتلال الفرنسي. يقول:«ولو كان الأمر مسايرة الحركة الوطنية في منطقتنا موكولا لي، فإن أول عمل أقوم به هو دراسة المطالب المقدمة لحد الآن، ثم أقوم بتطبيق المعقول منها والتي تتفق مع روح الحماية. وقد سبق أن اتبعنا هذه الطريقة بخصوص المطلب المتعلق بالانتخابات البلدية.»
واستمركاباص في تقديم الاقتراحات الكفيلة بالحفاظ على الوضع مستقرا في المنطقة الشمالية، فكان موافقا على إصدار جرائد باللغة العربية (أول جريدة عربية في منطقة الاحتلال الإسباني هي جريدة «الحياة» في 1 مارس 1934، وعلى تنظيم التعليم الديني (لم ينظم إلا في سنة 1935). ودعا إلى جعل التعليم العصري مزدوجا: إسبانيا وعربيا، وعلى أن يتم تسييره من طرف أساتذة إسبان مع مساعدين مغاربة (1935). ودعا أيضا إلى مساعدة الفلاح المغربي وإعطائه قروضا من ميزانية المخزن (تم ذلك سنة 1932).
وهكذا تظهر حقيقة هذا المسؤول كرجل يخدم مصالح دولته بالدرجة الأولى ويسلك ما يعتبره الوسيلة الملائمة لنجاح مهمته في المغرب فلم يكن تفهمه للمغاربة نابعا من ارتباطه بهم بقدر ما كان مطية ركبها حتى لا تحدث له مشاكل تبعده بسرعة عن مسؤولية نيابة الأمور الوطنية.